# Église Sainte-Anne de Cracovie
Pour les articles homonymes, voir Église Sainte-Anne.
L’église Sainte-Anne de Cracovie (en polonais Kościół św. Anny) est une église catholique romaine et est un exemple important d'architecture d'église baroque en Pologne. L'église est située dans le centre-ville de Cracovie.

## Historique
L'église a été mentionnée pour la première fois en 1381 dans l'acte de fondation de Sulislaus I Nawoja de Grodziec. En 1407, l'église a été complètement détruite par un incendie majeur, mais la même année par le roi polonais Ladisłas II Jagełłon la reconstruit en style gothique. Le roi était également celui qui a assuré un lien étroit entre cette église et l'université Jagellonne en établissant le patronage de l'université pour l'église paroissiale Sainte-Anne en 1418. En 1428, le presbytère est reconstruit et agrandi. Le 27 octobre 1535, l'église est élevée au rang de collégiale.
En 1689 l'église gothique fut démolie car elle ne pouvait faire face à l'afflux des fidèles au vu de la vénération croissante de Saint Jean de Cracovie qui s'y installa. Dans les années 1689 à 1703, le bâtiment baroque a été érigé dans sa forme actuelle sur la base du dessin du Hollandais Tylman van Gameren, qui a été modelé sur l'église Sant'Andrea della Valle à Rome. Baldassare Fontana, le créateur de la décoration sculpturale, et les frères Carlo et Innocente Monti de Mendrisio, et Karl Dankwart de Nysa, dont les travaux étaient les fresques, ont contribué à la conception de l'église. L'image de Sainte Anne dans le maître-autel vient de Jerzy Siemiginowski-Eleuter, le peintre de la cour du roi Jean III Sobieski. La série d'images de la vie de sainte Anne, que les stalles du chœur décoraient, a abouti au XVIIIe siècle avec Szymon Czechowicz. Dans la partie droite du transept se trouve l'autel avec le sarcophage de saint Jean de Kenty.

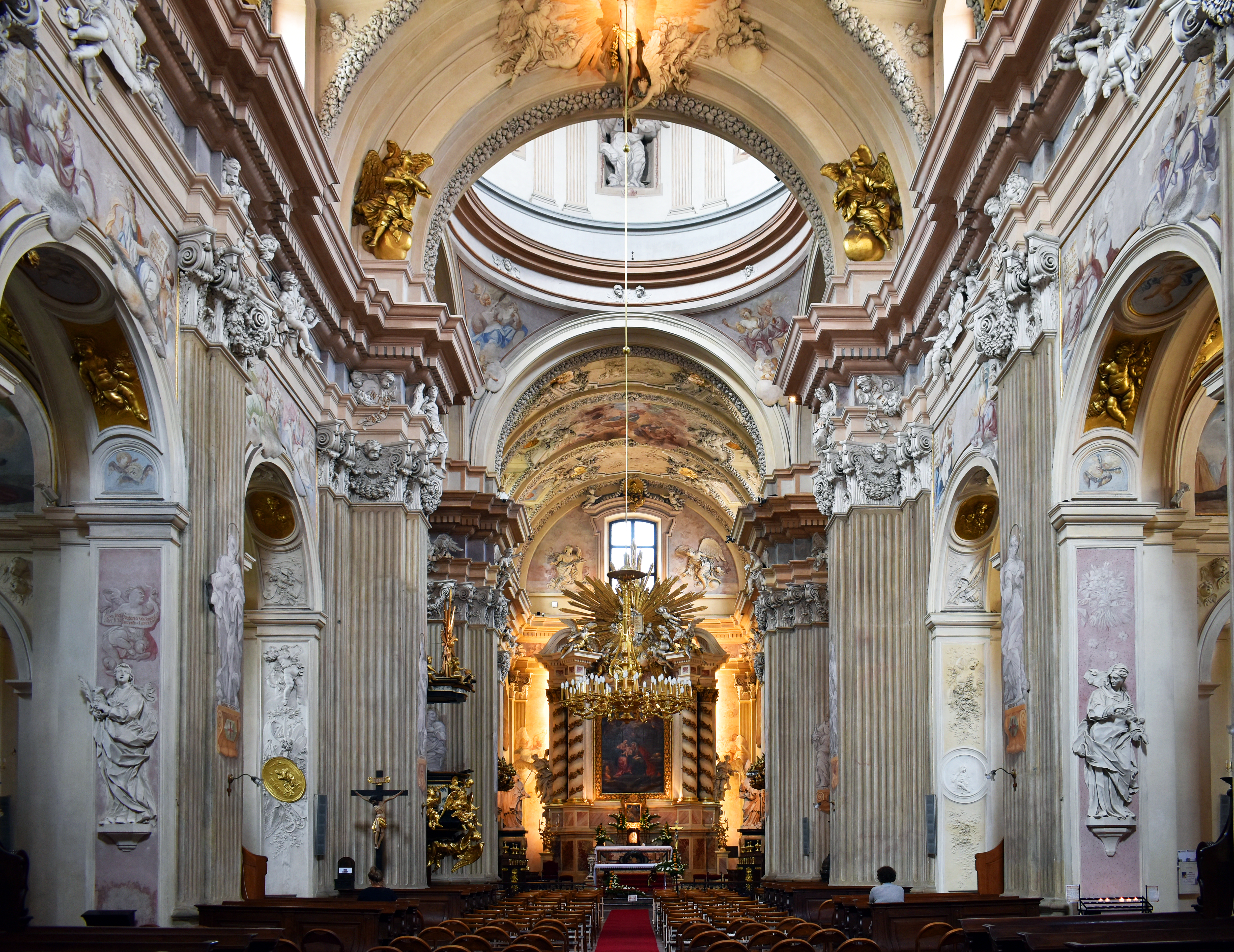
La nef et le chœur.
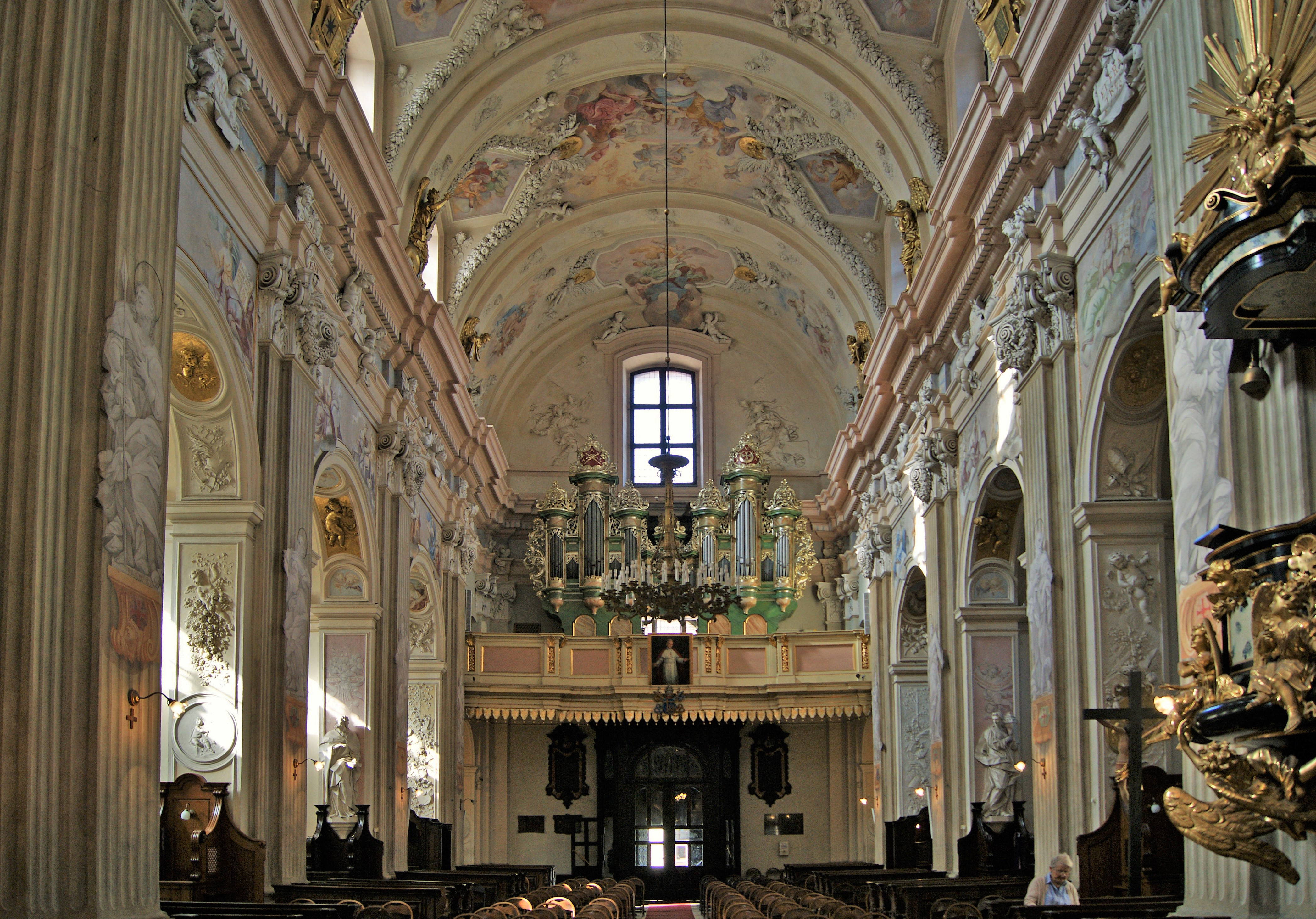
La nef et l'orgue.
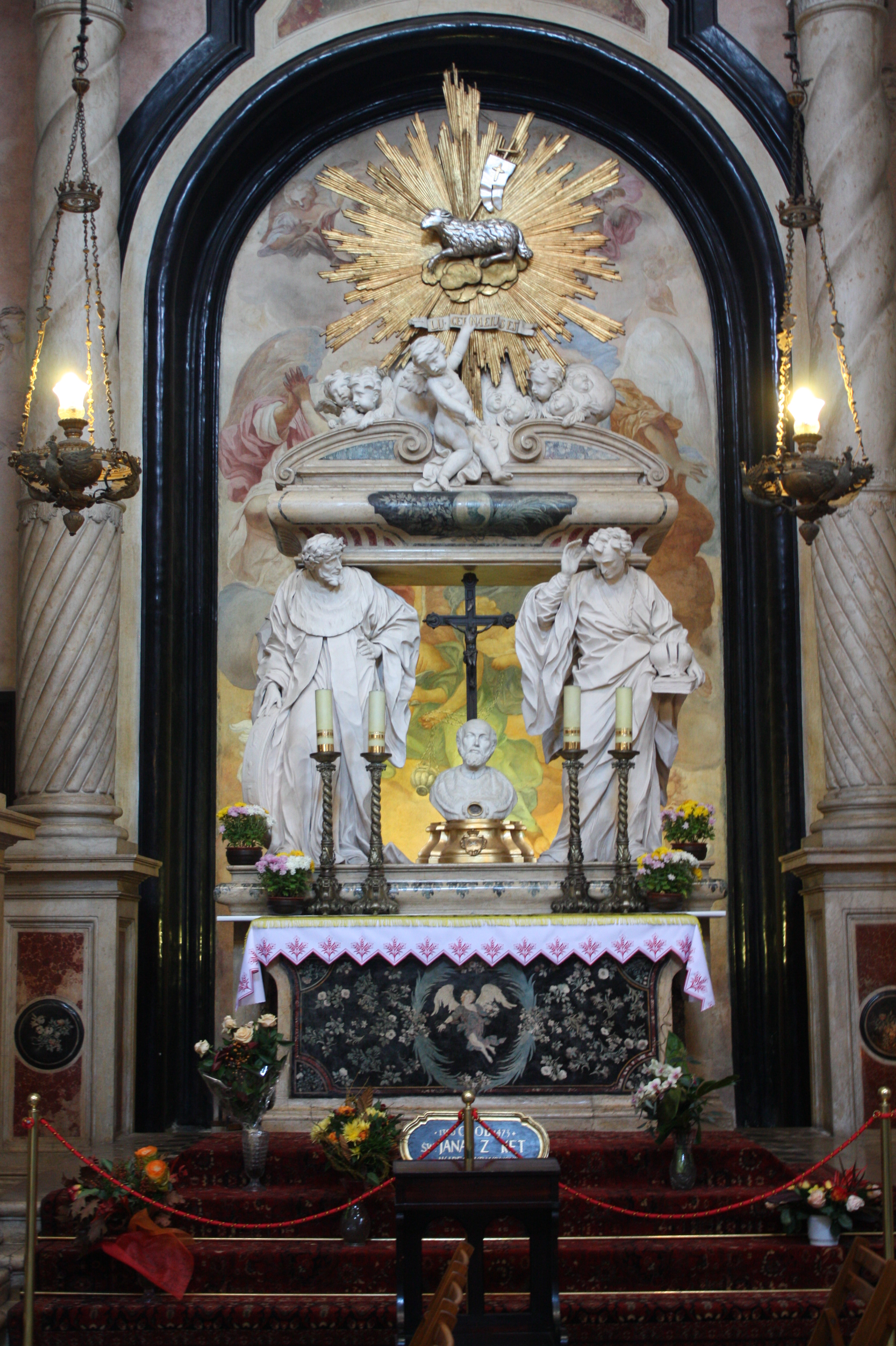
le sarcophage de Jean de Kenty.
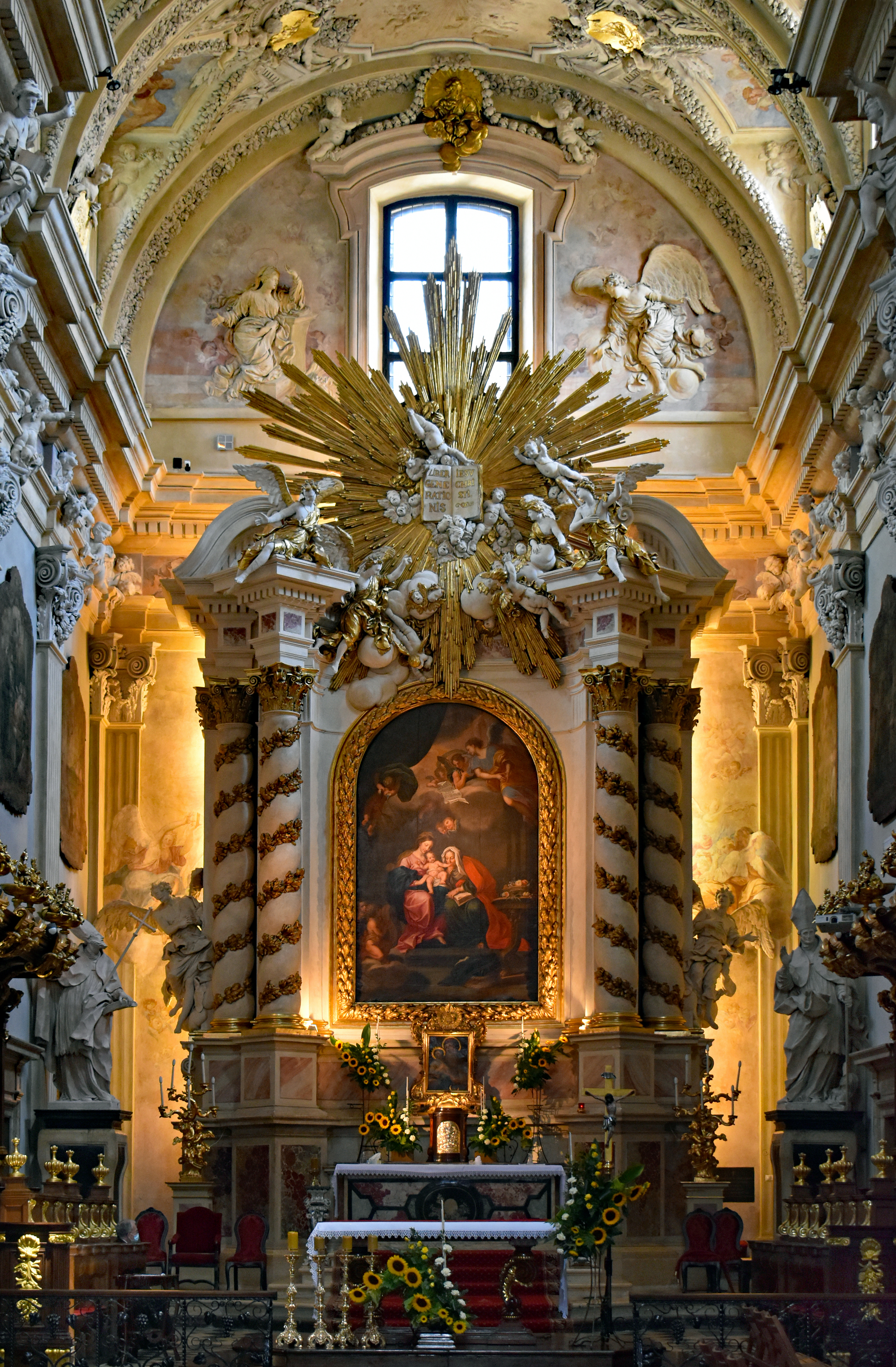
Autel principal.